# Браун, Генри Кирк
Генри Кирк Браун (англ. Henry Kirke Brown; 24 февраля 1814, Лейден, Массачусетс — 10 июля 1886, Ньюборо, Нью-Йорк) — американский скульптор.

## Жизнь и творчество
Генри К. Браун с 1832 по 1834 год изучает портретную живопись в Бостоне. Затем уезжает в Цинциннати, где учится на скульптора.
В 1837 году он создаёт первый мраморный бюст. В 1840 году, чтобы заработать средства на учебную поездку в Италию, Браун устраивается на работу в общество по строительству железных дорог, однако осуществить это плавание в Европу он сумел лишь при финансовой помощи друзей. В течение 4 лет скульптор изучает в Италии искусство, в 1846 он возвращается в США и селится на Бруклине.
Проживая в Нью-Йорке, Г. К. Браун создаёт свои монументальные работы:
- Конную статую Джорджа Вашингтона, установленную в Нью-Йорке на Юнион-сквер (1856)
- Статую вице-президента Джорджа Клинтона
- Статую генерала Натаниэля Грина для Капитолия, Вашингтон
- Конную статую генерала Уинфилда Скотта для города Вашингтона
- Бронзовую группу Индеец и пантера.

## Галерея

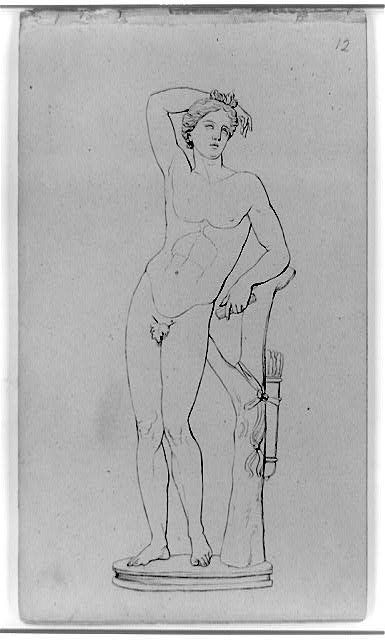
Рисунок Г.К.Брауна (после 1830)
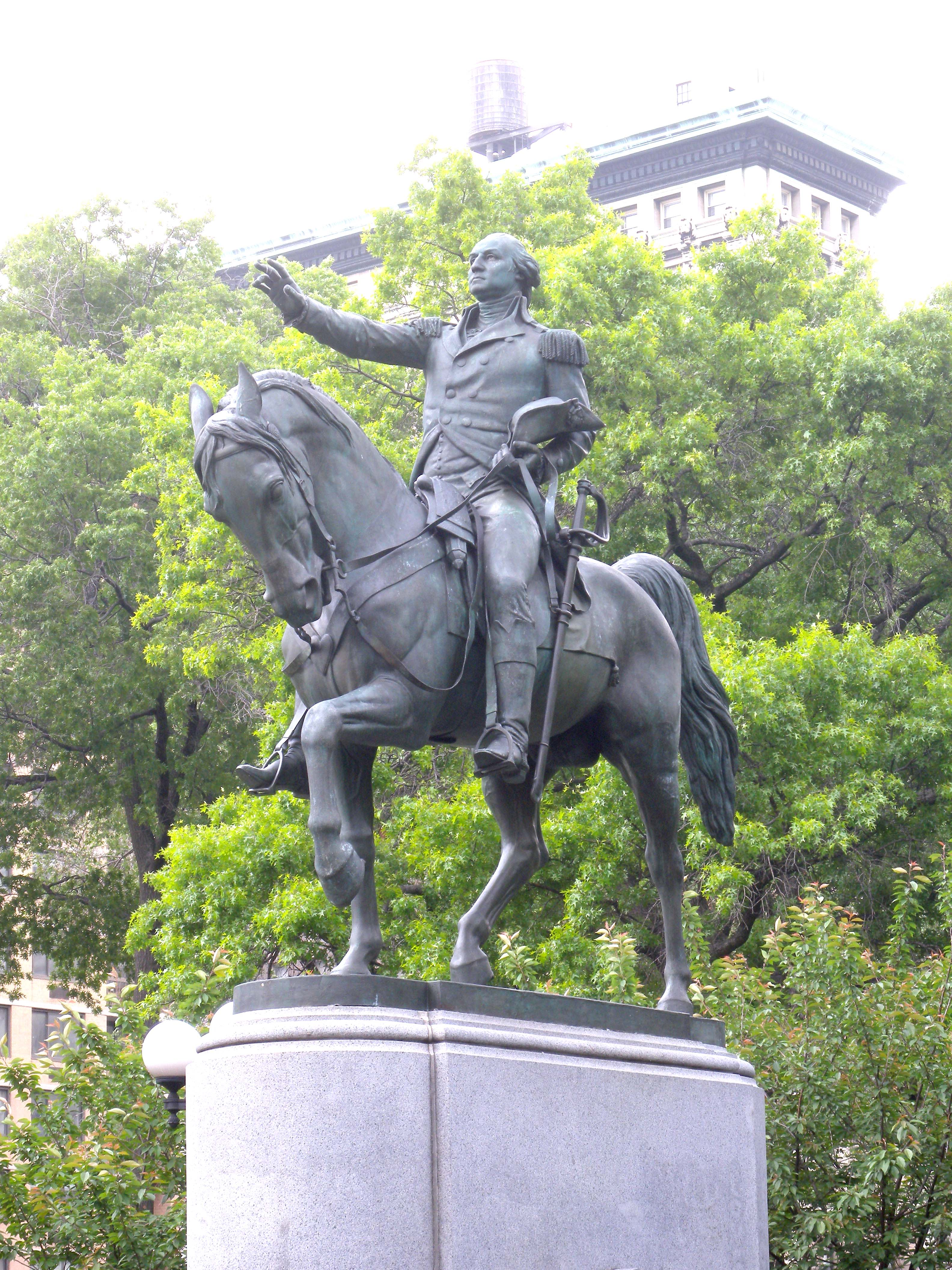
Памятник Дж.Вашингтону
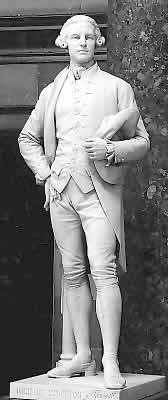
Статуя Ричарда Стоктона
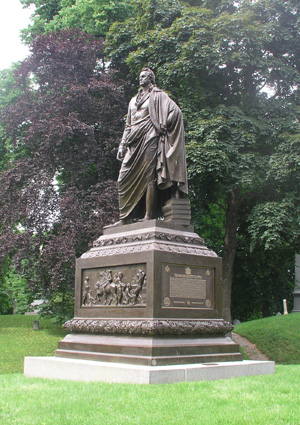
Памятник ДеВитту Клинтону
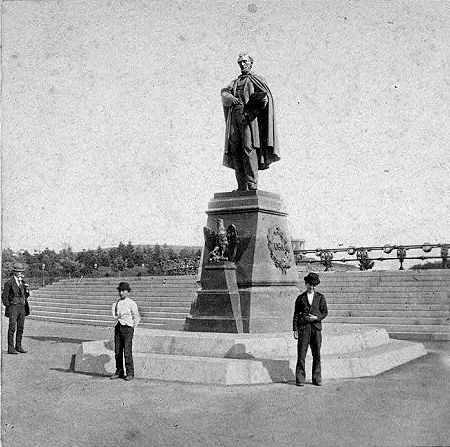
Памятник Абрахаму Линкольну (1880)